# Margaretha van Frankrijk (1254–1271)
Margaretha van Frankrijk (Frans: Marguerite de France; 1254 of 1255 - juli 1271) was een Franse prinses uit de dynastie van de Capetingers en door haar huwelijk met hertog Jan I van Brabant, hertogin van Brabant.
Ze was de op een na jongste dochter van koning Lodewijk IX van Frankrijk en zijn vrouw Margaretha van de Provence. Ze kwam rond de jaarwisseling van 1254 op 1255 in Frankrijk ter wereld, na de terugkeer van Lodewijk IX van de Kruistocht naar Egypte (Zevende Kruistocht). Haar oudere broer zou de geschiedenis ingaan als koning Filips III de Stoute.
Margaretha werd in 1257 met de toekomstige hertog Hendrik IV van Brabant verloofd. Het huwelijk zou echter niet doorgaan, mogelijk omdat de beoogde bruidegom geestelijk gestoord leek te zijn. Hendrik IV deed in 1267 troonsafstand ten gunste van zijn jongere broer Jan en trad in een klooster in. De trouwbelofte werd nu op de nieuwe hertog overgedragen, met wie Margaretha in 1270 huwde. Ze stierf echter reeds in 1271 in het kraambed samen met haar pasgeboren kindje. Ze werd bijgezet in de abdij Saint-Denis.